# The Legend of Zelda: Four Swords Adventures
Ne doit pas être confondu avec The Legend of Zelda: A Link to the Past / Four Swords.
The Legend of Zelda: Four Swords Adventures (ou simplement Four Swords Adventures, au Japon The Legend of Zelda: Four Swords+) est un jeu vidéo de la série The Legend of Zelda. Cet épisode est plus particulièrement dédié au multijoueur : en connectant quatre Game Boy Advance à la GameCube, on peut y jouer jusqu’à quatre joueurs. Il s'agit du onzième opus de la franchise mais le douzième à être sorti en Europe.

## Trame

### Univers
Le jeu se déroule dans le Royaume d'Hyrule, divisé en plusieurs régions distinctes, avec en son centre le château d'Hyrule, lieu d'habitation de la princesse Zelda. Link explorera ensuite différents lieux, comme le lac Hylia, la montagne de la mort, le monde des ténèbres, le désert du doute, la marée, la côte, Hyrule sous la neige et la contrée des Cieux.

#### Lieux
C'est dans le village de la jeune fille bleue, où de nombreux enfants ont disparu, que Link découvre le Monde des ténèbres, accessible grâce aux portails de lune. Link découvre le village Cocorico alors que le Link noir a dévasté le village, et que de nombreux voleurs s'emparent des richesses des villageois.

### Histoire
Accompagnés de Link, la princesse Zelda et les six autres sages partent vérifier le sceau qui enferme le mage maléfique Vaati. C'est alors que le Link Noir apparait pour enlever les jeunes femmes. Pour les défendre, Link n'a pas d'autres moyens que d'utiliser l'Épée des Quatre. Mais en retirant la lame, il libère par la même occasion Vaati.
Link se réveille aux abords du lac Hylia. Grâce au pouvoir de l'épée, il se retrouve dupliqué en quatre exemplaires. À l'aide de Kaepora Gaebora, il va devoir aller libérer les sept sages des griffes de Vaati.

## Système de jeu
Contrairement aux autres épisodes de la série, celui-ci se déroule dans une succession de niveaux.
Le jeu reprend les énigmes caractéristiques de la série mais demande également des actions coordonnées de la part des quatre personnages. Cette coopération est accentuée par le fait que chaque personnage ne peut porter qu'un seul objet à la fois.
Le côté compétition est également présent avec la collecte des gemmes qui permettent d'augmenter la puissance de l'épée.
Lorsqu'ils explorent Hyrule, les quatre personnages sont présents sur le même tableau à l'écran de télévision. Mais lorsque l'un d'eux entre dans une grotte ou un bâtiment, le personnage passe sur l'écran de la Game Boy Advance et il lui est possible de progresser dans ces lieux à l'abri des regards de ses congénères.

### Graphismes
Les graphismes ressemblent beaucoup à l'épisode A Link to the Past : 2D vue de haut. Il y a cependant plusieurs effets en 3D (effets de lumière, déformations…) et d'autres en cel-shading (flammes, explosions…).
Certains passages présenteront une vue de côté comme ce fut déjà le cas dans The Adventure of Link ainsi que Link's Awakening.

### Modes de jeu

#### L'Épopée d'Hyrule
L'Épopée d'Hyrule est le mode principal du jeu où l'on suit l'aventure de Link divisé en quatre, cherchant à détruire Vaati et sauver la princesse Zelda

#### La Bataille de l'Ombre
Ce mode de jeu propose à plusieurs joueurs (de deux à quatre) de s'affronter dans une des dix arènes disponibles, à l'aide des différents bonus présents dans le jeu, comme la bombe, le boomerang ou encore la baguette de feu.

#### Navi Trackers
Ce mode de jeu n'est présent que dans la version japonaise, et inclut pour la première dans la série des vraies voix pour les personnages. Ce mode de jeu s'apparente à une chasse au trésor dans laquelle le joueur affronte le lutin Tingle. Il est uniquement jouable avec une Game Boy Advance, que ce soit en mode solo ou multijoueur. En effet, l'écran de la télévision affiche la carte globale du niveau (au nombre de douze) ainsi qu'un personnage indiquant les différentes actions à faire (sur un graphisme proche de The Wind Waker), tandis que l'écran de la Game Boy Advance affiche l'action du joueur,.

## Commercialisation
Four Swords Adventures sort le 18 mars 2004 au Japon sous le titre The Legend of Zelda: Four Swords+ (ゼルダの伝説　４つの剣＋, Zeruda no densetsu: Yottsu no tsurugi purasu).

## Postérité
Un manga en deux volumes de Akira Himekawa intitulé The Legend of Zelda: Four Swords Adventures en a été inspiré.